# Jari Ketomaa
Jari Ketomaa (18 de abril de 1979) es un piloto de rally finlandés que ha competido en el Campeonato Mundial de Rally, el Campeonato de Europa de Rally y otras competiciones como el PWRC y el SWRC. Fue campeón de Finlandia en 2006, 2007 y 2009.
Comenzó a correr en rally en 1995 y en el año 2000 debutó en el campeonato del mundo en el Rally de Finlandia con un Subaru Impreza 555 vehículo con el que correría hasta 2009. Sus participaciones en el certamen se limitaron inicialmente a las pruebas nórdicas, y en 2008 afrontó un calendario más amplio, corriendo siete pruebas. Sus apariciones la valieron terminar tercero en el campeonato de producción como mejor resultado un segundo en Suecia. Al año siguiente solo hace una prueba, Finlandia, pero consigue terminar en la séptima posición sumando sus primeros puntos en el mundial. A partir de 2010 cambia el Impreza por el Ford Fiesta, primero en la versión Super 2000 con el que corrió siete pruebas como mejor resultado un octavo lugar en Nueva Zelanda, pero logra tres victorias en su categoría lo que le valió terminar cuarto en el campeonato Super 2000. A partir de 2011 continúa sus apariciones salteadas en el mundial con el Ford Fiesta RS WRC y en 2013 participó en el campeonato de Europa donde consiguió la victoria en su primera prueba: el Rally Liepāja Ventspils.

## Resultados

### Campeonato Mundial de Rally
| Año  | Equipo          | Auto               | 1   | 2       | 3   | 4      | 5      | 6   | 7      | 8      | 9   | 10     | 11  | 12  | 13     | Pos. | Puntos |
| ---- | --------------- | ------------------ | --- | ------- | --- | ------ | ------ | --- | ------ | ------ | --- | ------ | --- | --- | ------ | ---- | ------ |
| 2012 | Jari Ketomaa    | Ford Fiesta RS WRC | MON | SWE Ret | MEX | POR 9  | ARG    | GRE | NZL 11 | FIN 8  | DEU | GBR    | FRA | ITA | ESP    | 23.º | 6      |
| 2013 | Jari Ketomaa    | Ford Fiesta RS WRC | MON | SWE Ret | MEX | POR    | ARG    | GRE | ITA    |        |     |        |     |     |        | 17.º | 8      |
| 2013 | Dmack - Autotek | Ford Fiesta R5     |     |         |     |        |        |     |        | FIN 7  | DEU | AUS    | FRA | ESP | GBR 9  | 17.º | 8      |
| 2014 | Drive Dmack     | Ford Fiesta RS WRC | MON | SWE 12  | MEX | POR 10 | ARG 21 | ITA | POL 12 | FIN 11 | DEU | AUS 12 | FRA | ESP | GBR 12 | 26.º | 1      |

### Campeonato de Europa de Rally
| Año  | Equipo       | Auto            | 1   | 2     | 3   | 4   | 5   | 6   | 7   | 8   | 9   | 10  | 11  | 12  | Posi. | Puntos |
| ---- | ------------ | --------------- | --- | ----- | --- | --- | --- | --- | --- | --- | --- | --- | --- | --- | ----- | ------ |
| 2013 | Jari Ketomaa | Ford Fiesta RRC | AUT | LIE 1 | CAN | AZO | COR | YPR | RUM | BCZ | POL | CRO | SAN | VAL | 9.º   | 39     |